# Pinciano
Pinciano è il terzo quartiere di Roma, indicato con Q. III.

## Geografia fisica

### Territorio
Si trova nell'area nord della città, a ridosso delle mura aureliane.
Il quartiere confina:
- a nord con il quartiere Q. II Parioli[1]
- a est con il quartiere Q. IV Salario[2]
- a sud con i rioni R. XVI Ludovisi[3] e R. IV Campo Marzio[4]
- a ovest con il quartiere Q. I Flaminio[5]

## Storia
Il Pinciano è fra i primi 15 quartieri nati nel 1911, ufficialmente istituiti nel 1921. In precedenza erano già in uso nomi come "Quartiere dei Fiumi" per la parte delle vie intitolate a vari fiumi e "Pinciano" per la parte fra via Pinciana e via Salaria, o anche "Quartiere Sebastiani". Successivamente, in onore al re, il quartiere venne rinominato Vittorio Emanuele III. Dopo la caduta del regno, il quartiere riprese l'originario nome di Pinciano.

### Stemma
D'oro al pioppo (di Nerone) di verde.

## Monumenti e luoghi d'interesse

### Architetture civili
- Palazzo Borromeo, all'angolo fra via Flaminia e via delle Belle Arti. Edificio del XVI secolo (1561).
- Villa Strohl Fern, su viale David Lubin. Edificio in stile eclettico del XIX secolo.
- Ex Istituto Cabrini - Casa generalizia delle Missionarie del Sacro Cuore, su via Ulisse Aldovrandi. Edificio in stile barocchetto di fine XIX secolo.

Nel 1981 viene trasformato nell'albergo Aldrovandi Villa Borghese.
- Villino Marignoli, su via Po, angolo corso d'Italia. Edificio del XX secolo (1907).
- Villa Serena, su via Carlo Dolci. Edificio in stile neo medioevale del XX secolo (1909).

Progetto di trasformazione di un casino nobile dell'architetto Garibaldi Burba.
- Palazzo dell'Istituto Poligrafico dello Stato, su piazza Giuseppe Verdi. Edificio in stile eclettico del XX secolo (1913-18).

Progetto dell'architetto Garibaldi Burba. Sede dell'istituto fino al 2010.
- Villa Titta Ruffo, su via Sassoferrato. Edificio del XX secolo (1919).
- Villa Ambron, su via delle Tre Madonne. Edificio in stile barocchetto del XX secolo (1920).

Progetto dell'architetto Marcello Piacentini.
- Villino Astaldi, su via Saverio Mercadante, angolo via Nicolò Porpora. Edificio del XX secolo (1920-23).
- Palazzina Marchi, su via Giacomo Carissimi. Edificio in stile barocchetto del XX secolo (1924).

Progetto dell'architetto Mario Marchi.
- Villino Alatri, su via Giovanni Paisiello. Edificio del XX secolo (1924-28).
- Palazzina Giorgi, su via Antonio Bertoloni. Edificio in stile barocchetto del XX secolo (1927).

Progetto dell'ingegnere Oscar Giorgi Alberti.
- Palazzina Virgili, su via Angelo Secchi. Edificio in stile razionalista del XX secolo (1929).

Progetto dell'architetto Pietro Aschieri su commissione di Filippo Virgili. Nel 1933 divenne residenza della figlia di Benito Mussolini, Edda, con il marito Galeazzo Ciano.
- Palazzina Acerbo, su via Nicolò Tartaglia. Edificio in stile barocchetto del XX secolo (1930).

Progetto dell'architetto Guido Fiorini su commissione del gerarca Giacomo Acerbo. Attuale sede dell'ambasciata del Venezuela.

### Architetture religiose
- Basilica di Santa Teresa d'Avila, basilica minore sul Corso d'Italia.
- Chiesa di Santa Maria Immacolata a Villa Borghese, su piazza di Siena.
- Chiesa della Madonna dell'Arco Oscuro, sul viale delle Belle Arti, nei pressi del museo nazionale etrusco di Villa Giulia.
- Basilica del Sacro Cuore Immacolato di Maria, su piazza Euclide. Chiesa del XX secolo (1923-51).
- Basilica di Sant'Eugenio, basilica minore in viale delle Belle Arti.
- Chiesa di Santa Teresa del Bambin Gesù in Panfilo, all'incrocio tra via Giovanni Paisiello e via Gaspare Spontini.
- Chiesa di Santa Maria della Pace ai Parioli, su viale Bruno Buozzi.

### Siti archeologici
- Fonte di Anna Perenna, fontana votiva del IV secolo a.C.

Dedicata all'omonima Dea, scoperta nel 1999 all'angolo tra via Guidubaldo del Monte e piazza Euclide.
- Mausoleo di Lucilio Peto, su via Salaria. Sepolcro del I secolo.
- Catacomba di San Valentino, su viale Maresciallo Pilsudski.

### Porte nelle Mura aureliane
- Porta del Popolo
- Porta Pinciana

### Ville e parchi
- Villa Giulia, su viale delle Belle Arti.
- Villa Borghese
  - Casina di Raffaello, su via della Casina di Raffaello. Edificio del XVII secolo.
  - Tempio di Esculapio. Tempietto in stile ionico del XVIII secolo (1786).
  - Tempio di Diana. Tempietto monoptero del XVIII secolo (1789).
  - Villa Lubin, su viale David Lubin. Edificio del XX secolo (1906-08).
  - Piazza di Siena.
  - Bioparco di Roma, su viale del Giardino Zoologico.
  - Parco dei Daini.
  - Giardino del lago.
  - Galoppatoio.
- Villa Balestra, su via Bartolomeo Ammannati.
- Villa Elia, su via di S. Valentino. Sede dell'Ambasciata del Portogallo presso la Santa Sede.

### Altro
- Monumento a Simón Bolívar, nell'omonimo piazzale di fronte alla British School at Rome (bronzo di Pietro Canonica del 1933; in origine nei giardini di viale Tiziano, spostato nella collocazione attuale nel 1960).

## Cultura

### Università e altre istituzioni culturali
- British School at Rome in via Antonio Gramsci.
- Facoltà di Architettura "Valle Giulia" della Università degli Studi di Roma - Sapienza, in via Antonio Gramsci.
- Istituto Giapponese di Cultura in Roma, in via Antonio Gramsci.

### Musei
- Galleria Borghese, sul piazzale del Museo Borghese.
- Galleria nazionale d'arte moderna e contemporanea (GNAM), su viale delle Belle Arti.
- Museo Canonica, su viale Pietro Canonica.
- Museo Carlo Bilotti, su viale Fiorello La Guardia.
- Museo civico di zoologia di Roma, su via Ulisse Aldovrandi.
- Museo nazionale etrusco di Villa Giulia, sul piazzale di Villa Giulia.

## Cinema e teatro
All'interno di Villa Borghese si trovano la Casa del cinema, il Cinema dei Piccoli e il Silvano Toti Globe Theatre.

## Geografia antropica

### Odonimia
Le strade del quartiere sono intitolate ad astronomi, botanici e naturalisti, geofisici e geologi, matematici, medici, musicisti, pittori e scultori, uomini politici.

## Infrastrutture e trasporti
|  | È raggiungibile dalle stazioni: Piazzale Flaminio e Piazza Euclide. |